# Цховребадзе, Григорий Алексеевич
Григорий Алексеевич Цховребадзе (15 марта 1907 года, село Тузи, Кутаисский уезд, Кутаисская губерния, Российская империя — 2 августа 2003 года, Тбилиси, Грузия) — грузинский партийный деятель, первый секретарь Ванского райкома Компартии Грузии. Герой Социалистического Труда (1949). Депутат Верховного Совета Грузинской ССР 3-го созыва.

## Биография
Родился в крестьянской семье в селе Тузи Кутаисского уезда (сегодня — Тержольский муниципалитет). С тринадцатилетнего возраста трудился в сельском хозяйстве. Получил среднее образование. Член ВКП(б). С 1939 года — инструктор в ЦК Компартии Грузии. В 1940 году окончил финансово-экономический факультет Тбилисского университета. Участвовал в Великой Отечественной войне. Демобилизовался в звании старшего лейтенанта.
В 1944 году избран первым секретарём Ванского райкома партии. Занимался развитием виноградарства в Ванском районе. Благодаря его деятельности виноградарские хозяйства Ванского района в 1948 году перевыполнили в целом по району плановый сбор урожая винограда на 23,8 %. Указом Президиума Верховного Совета СССР от 9 августа 1949 года удостоен звания Героя Социалистического Труда за «получение высоких урожаев винограда в 1948 году» с вручением ордена Ленина и золотой медали «Серп и Молот».
Этим же Указом звание Героя Социалистического Труда получили также председатель Ванского райисполкома Андрей Сепович Ломинадзе, заведующий районного отдела сельского хозяйства Герман Онифантович Маглакелидзе, главный районный агроном Константин Семёнович Ткешелашвили, труженики двух колхозов Ванского района звеньевые Сергей Доментиевич Хубулава и Георгий Александрович Окропилашвили.
Избирался депутатом Верховного Совета Грузинской ССР 3-го созыва (1951—1955).
В 1968 году вышел на пенсию. Последние годы своей жизни проживал в Тбилиси. Умер в августе 2003 года.
Награды
- Герой Социалистического Труда
- Орден Ленина
- Медаль «За оборону Кавказа» (01.05.1944)